# Poecilothrissa
Poecilothrissa is een monotypisch geslacht van straalvinnige vissen uit de familie van de haringen (Clupeidae).

## Soort
- Poecilothrissa centralis Poll, 1974